# Veronique Hronek
Veronique Hronek (23 settembre 1991) è un'ex sciatrice alpina tedesca.

## Biografia

### Stagioni 2007-2012
Veronique Hronek ha esordito in gare FIS nel dicembre del 2006 e ha partecipato per la prima volta a una gara in Coppa Europa il 22 novembre 2008 a Funäsdalen, disputando uno slalom gigante senza completarlo. Il 3 dicembre 2010 a Lillehammer Kvitfjell ha ottenuto il suo primo podio nel circuito continentale piazzandosi 2ª in slalom gigante e il 12 dicembre seguente ha debuttato anche in Coppa del Mondo, a Sankt Moritz ancora in slalom gigante, senza qualificarsi per la seconda manche.
L'8 gennaio 2011 si è aggiudicata il primo successo in Coppa Europa nello slalom gigante di Sankt Sebastian e ha concluso la stagione piazzandosi 3ª nella classifica generale, alle spalle dell'austriaca Jessica Depauli e dell'italiana Lisa Magdalena Agerer; nella stagione seguente, il 17 marzo 2012, ha ottenuto a Pila in slalom gigante la sua seconda e ultima vittoria, nonché ultimo podio, nel circuito continentale.

### Stagioni 2013-2020
Ha esordito ai Campionati mondiali a Schladming 2013, dove ha vinto la medaglia di bronzo nella gara a squadre (partecipando come riserva), si è classificata 17ª nello slalom gigante, 12ª nella supercombinata e non ha concluso discesa libera e supergigante; il 3 marzo dello stesso anno ha ottenuto a Garmisch-Partenkirchen in supergigante il suo miglior piazzamento in Coppa del Mondo (5ª).
Due anni dopo ai Mondiali di Vail/Beaver Creek 2015, sua ultima presenza iridata, è stata 31ª nella discesa libera, 11ª nel supergigante e 13ª nella combinata. Si è ritirata al termine della stagione 2019-2020; la sua ultima gara in Coppa del Mondo è stata il supergigante di La Thuile del 29 febbraio (43ª), mentre l'ultima in carriera è stata uno slalom gigante FIS disputato il 12 marzo successivo a Bad Hofgastein e non completato dalla Hronek.

## Palmarès

### Mondiali
- 1 medaglia:
  - 1 bronzo (gara a squadre a Schladming 2013)

### Coppa del Mondo
- Miglior piazzamento in classifica generale: 42ª nel 2013

#### Coppa del Mondo - gare a squadre
- 1 podio:
  - 1 vittoria

### Coppa Europa
- Miglior piazzamento in classifica generale: 3ª nel 2011
- 8 podi (1 in supergigante, 6 in slalom gigante, 1 in supercombinata):
  - 2 vittorie
  - 4 secondi posti
  - 2 terzi posti

#### Coppa Europa - vittorie
| Data           | Località        | Paese   | Specialità |
| -------------- | --------------- | ------- | ---------- |
| 8 gennaio 2011 | Sankt Sebastian | Austria | GS         |
| 17 marzo 2012  | Pila            | Italia  | GS         |

Legenda:

GS = slalom gigante

### Campionati tedeschi
- 16 medaglie:
  - 7 ori (discesa libera, supergigante nel 2011; discesa libera, supergigante, slalom gigante nel 2013; slalom gigante nel 2018; slalom gigante nel 2019)
  - 4 argenti (discesa libera, supergigante nel 2010; discesa libera, supergigante nel 2012)
  - 5 bronzi (slalom gigante, supercombinata nel 2011; supercombinata nel 2012; supergigante nel 2018; supergigante nel 2019)